# Russell A. Alger

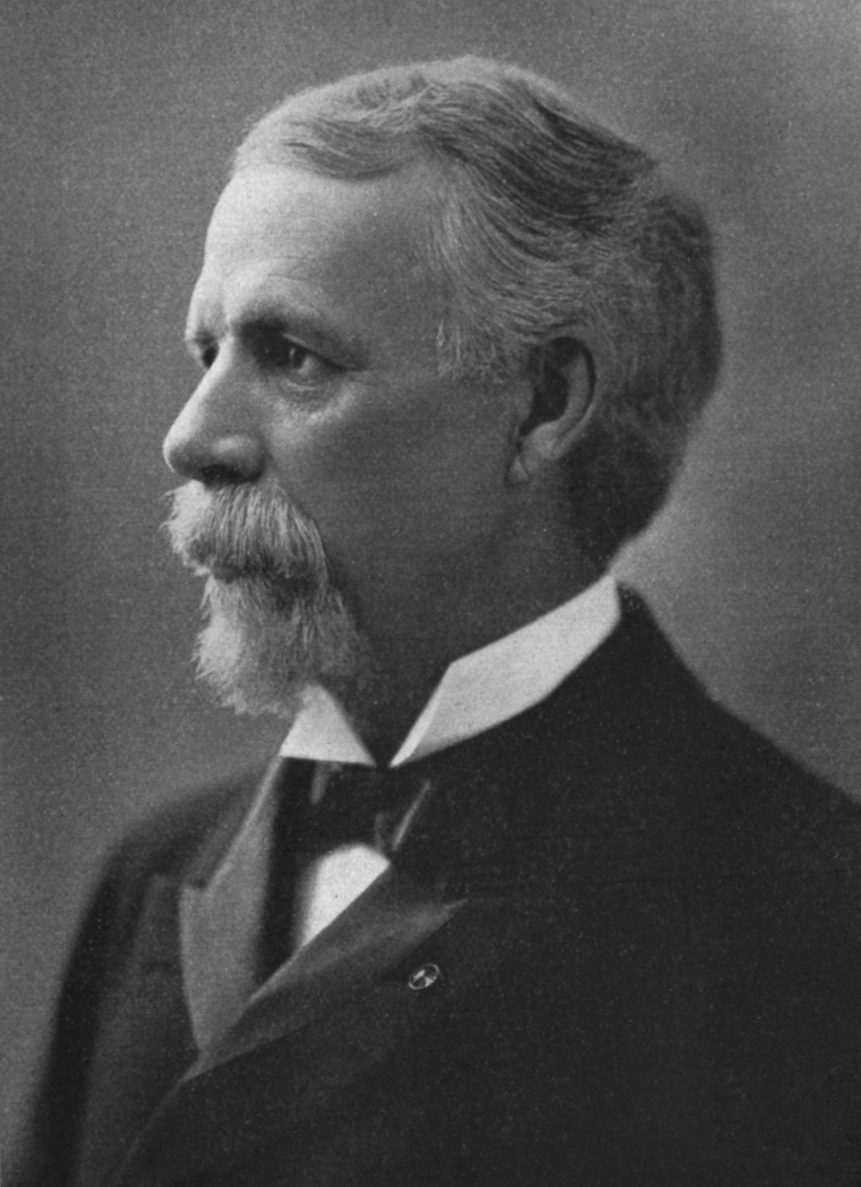
Russell A. Alger

Russell Alexander Alger, född 27 februari 1836 i Medina County, Ohio, död 24 januari 1907 i Washington, D.C., var en amerikansk republikansk politiker och militär. Han var den 20:e guvernören i delstaten Michigan 1885-1887. Han tjänstgjorde som USA:s krigsminister under William McKinley 1897-1899. Han representerade sedan Michigan i USA:s senat från 1902 fram till sin död.
Alger studerade juridik och inledde 1859 sin karriär som advokat. Han flyttade sedan till Grand Rapids, Michigan och var verksam inom timmerbranschen. Han gifte sig 1861 med Annette Henry. Paret fick nio barn. Alger deltog i amerikanska inbördeskriget i nordstaternas armé och utmärkte sig som överste i slaget vid Gettysburg.
Alger vann guvernörsvalet i Michigan 1884. Han bestämde sig för att inte kandidera till omval i guvernörsvalet 1886. Han var en av de nominerade kandidaterna på republikanernas partikonvent i Chicago inför presidentvalet i USA 1888. Han kom på tredje plats efter Benjamin Harrison och John Sherman. Harrison besegrade sedan den sittande presidenten Grover Cleveland i själva presidentvalet.
Alger efterträdde 1897 Daniel S. Lamont som krigsminister. Han fick kritik för USA:s förberedelser inför spansk-amerikanska kriget 1898 och motståndarna myntade begreppet "Algerism" som ett uttryck för inkompetens inom administrationen. Han avgick 1899 och efterträddes av Elihu Root. Alger svarade sedan på kritiken genom att skriva boken The Spanish-American War som utkom 1901.
Senator James McMillan avled 1902 i ämbetet och efterträddes av Alger. Han avled i sin tur i ämbetet i januari 1907. Alger gravsattes på Elmwood Cemetery i Detroit.